# Malgrate
Malgrate est une commune de la province de Lecco, dans la région de Lombardie, en Italie.

## Administration
| Période                                  | Période  | Identité        | Étiquette | Qualité |
| ---------------------------------------- | -------- | --------------- | --------- | ------- |
| 14 juin 2004                             | En cours | Giovanni Codega |           |         |
| Les données manquantes sont à compléter. |          |                 |           |         |

### Communes limitrophes
Galbiate, Lecco, Valmadrera.

## Jumelages
- Lavarone (Italie)

## Personnalité
- Angelo Scola, patriarche de Venise, archevêque de Milan, cardinal.